# Dvojí život Veroniky
Dvojí život Veroniky (francouzsky La Double Vie de Véronique, polsky Podwójne życie Weroniki) je lyrický psychologický film, který natočil v roce 1991 v polsko-francouzské koprodukci režisér Krzysztof Kieślowski. Ústřední dvojroli ztvárnila švýcarská herečka Irène Jacobová.
Film vypráví příběh dvou dívek a jejich podivuhodného skrytého propojení. Weronika žije v Krakově, Véronique v Clermont-Ferrandu. Narodily se ve stejný den, také stejně vypadají (obě hrála Irène Jacobová), obě mají mimořádný hudební talent, trpí srdeční vadou, sdílejí obdobná gesta a zvyky, obě žijí pouze s otcem. Setkají se však pouze jednou a letmo, když Weronika zahlédne na krakovském náměstí Véronique mezi francouzskými turisty nastupujícími do autobusu. Teprve poté, co Weronika při svém pěveckém vystoupení zemře na zástavu srdce, se Véronique seznámí se spisovatelem a loutkohercem Alexandrem, který jí vypráví o osudu její dvojnice. Film je metafyzickou úvahou o skrytých silách řídících lidské životy, o komplikovanosti mezilidských vztahů a o síle umění.
Tempo vyprávění je volné, s minimem dialogů, důležitou roli hrají detailní záběry vyjadřující vnitřní život hlavních hrdinek. Melancholickou atmosféru dokresluje použití tlumených zlatavých a okrových odstínů. Důležitou roli hraje zvukový doprovod, inspirovaný klasickou hudbou. Weronika zpívá zhudebněnou Božskou komedii: ve filmu se říká, že melodii složil Van den Budenmeyer, skutečným autorem je ale Kieślowského dvorní skladatel Zbigniew Preisner. Part Weroniky zpívá Elżbieta Towarnicka.
Slavoj Žižek ve své analýze filmu poukazuje na souvislosti děje s osudy samotného Kieślowského: také žil ve východní i západní Evropě a také musel řešit dilema, zda obětovat svému uměleckému poslání zdraví a spokojený osobní život.
Film obdržel na Filmovém festivalu v Cannes cenu FIPRESCI, cenu ekumenické poroty a cenu pro nejlepší herečku (Irène Jacobová). Dále získal cenu diváků na Varšavském mezinárodním filmovém festivalu, cenu Francouzského syndikátu filmových kritiků a cenu Národní společnosti filmových kritiků pro nejlepší neamerický film. Byl rovněž nominován na Zlatý glóbus za nejlepší cizojazyčný film, cenu však nakonec získal snímek Evropa, Evropa.

## Obsazení
- Irène Jacobová – Weronika a Véronique
- Anna Gornostajová – hlas Weroniky v polštině
- Halina Gryglaszewska – teta Weroniky
- Władysław Kowalski – otec Weroniky
- Jerzy Gudejko – Antek, snoubenec Weroniky
- Kalina Jędrusiková – vedoucí pěveckého sboru
- Aleksander Bardini – dirigent
- Philippe Volter – loutkář Alexandre
- Claude Duneton – otec Véronique
- Guillaume De Tonquédec – Serge
- Sandrine Dumasová – Catherine